# Họ Tú cầu
Họ Tú cầu (danh pháp khoa học: Hydrangeaceae, Dumortier, đồng nghĩa: Hortensiaceae Berchtold & J. S. Presl, Kirengeshomaceae Nakai) là một họ trong thực vật có hoa thuộc bộ Sơn thù du (Cornales), với sự phân bố rộng tại đông và phía bắc châu Á và Bắc Mỹ cũng như có sự phân bố mang tính địa phương tại đông nam và miền trung châu Âu.
Trong nghĩa rộng (sensu lato), như trong cách xử lý của Angiosperm Phylogeny Group, họ này bao gồm 16-17 chi với khoảng 230-270 loài, nhưng một số nhà thực vật học lại phân chia họ này thành hai họ, với 7 chi tách ra thành họ riêng có danh pháp khoa học Philadelphaceae.
Các chi trong họ này là các loại cây gỗ nhỏ, cây bụi, cây thân thảo hay dây leo (chi Decumaria), tích lũy nhôm, có đặc trưng là các lá mọc thành các cặp đối nhau (ít khi mọc vòng hay so le), các hoa lưỡng tính, cân đối với 4 (ít khi 5-12) cánh hoa. 
Quả của chúng là dạng quả nang hay quả mọng chứa vài hạt, các hạt có nội nhũ lớn.

## Phân loại

### APG
APG chia họ này thành hai phân họ, với một phân họ chia tiếp thành 2 tông.
- Jamesioideae Hufford: 2 chi (Jamesia, Fendlera) và khoảng 5 loài tại miền tây Bắc Mỹ.
  - Jamesia Torrey & A. Gray (gồm cả Edwinia).
  - Fendlera Engelman & A. Gray
- Hydrangeoideae Burnett: Nhiệt đới và ôn đới ấm, đặc biệt là Đông Nam Á và Bắc Mỹ, kéo dài về phương nam tới Chile và Malesia.
  - Philadelpheae Duby: 6 chi và khoảng 130 loài, trong đó các chi đa dạng nhất là Philadelphus (khoảng 65 loài), Deutzia (khoảng 60 loài). Nhiệt đới và ôn đới ấm, đặc biệt là Đông Nam Á tới Philippines, tây nam Bắc Mỹ cũng như Trung Mỹ, một loài tại châu Âu. Đồng nghĩa: Philadelphaceae Martynov
    - Philadelphus L.: Dưới 65 loài.
    - Deutzia Thunberg (gồm cả Neodeutzia): Khoảng 60 loài.
    - Carpenteria Torr.
    - Fendlerella A. Heller
    - Kirengeshoma Yatabe
    - Whipplea Torrey

  - Hydrangeeae de Candolle: 1-9 chi và khoảng 65 loài. Ôn đới ấm Bắc bán cầu và nhiệt đới, kéo dài về phương nam tới Chile và Malesia.
    - Hydrangea L. (gồm cả Adamia, Broussaisia, Calyptranthe, Cardiandra, Cornidia, Cyanitis, Decumaria, Deinanthe, Dichroa, Heteromalla, Hortensia, Pileostegia, Platycrater, Sarcostyles, Schizophragma): Khoảng 65 loài.

### Khác
- Hydrangeaceae Dumort. sensu stricto    
  - Broussaisia
  - Cardiandra: Các loài thảo tú cầu
  - Decumaria: Các loài xích bích mộc
  - Deinanthe
  - Dichroa (bao gồm cả Adamia, Cyanitis): Các loài thường sơn
  - Hydrangea (bao gồm cả Cornidia, Hortensia, Sarcostyles): Các loài tú cầu, tử dương, bát tiên
  - Kirengeshoma: Các loài hoàng sơn mai
  - Pileostegia (hay nhập vào Schizophragma ?): bì leo.
  - Platycrater
  - Schizophragma (bao gồm cả Pileostegia ?): bạch thư, toàn địa phong.
- Philadelphaceae D.Don
  - Carpenteria
  - Deutzia (bao gồm cả Neodeutzia): Các loài sửu sơ
  - Fendlera
  - Fendlerella
  - Jamesia (bao gồm cả Edwinia)
  - Philadelphus: Các loài sơn mai hoa
  - Whipplea

Ngoài ra, chi Pottingeria đôi khi cũng được đưa vào họ Hydrangeaceae, trong khi đa phần coi nó hoặc thuộc về họ Balanophoraceae, hoặc thuộc họ riêng của chính nó là Pottingeriaceae.